# Lesní železnice Katarínka
Lesní železnice Katarínka (LŽK) je úzkorozchodná železnice, nacházející se blízko obce Naháč v katastru obce Dechtice na Slovensku, v sousedství areálu kláštera Katarínka.
Tvoří ji krátký úsek železnice (200 metrů) s rozchodem 600 mm, který nese odkaz Malokarpatské lesní železnice, která tvořila rozsáhlý systém úzkorozchodních průmyslových železnic v regionu Smolenic a Dobré Vody. Ty vznikly z potřeby dopravy dřeva z lesů v okolí do chemické továrny na výrobu octanu vápenatého, kyseliny octové a acetonu. Lesy v okolí byly majetkem hraběte Jozefa Pálffyho (1853 – 1920), který dal chemickou továrnu (dnešní Chemolak) postavit spolu s pilami v okolí, s cílem zhodnotit bohatství okolních lesů. Lesní železnice byla zrušena v letech 1960 – 1961. Historie LŽK se nově začíná psát v roce 1997, kdy skupina nadšenců v blízkosti hraběcí hájovny zprovoznila několik metrů kolejnic.

## Historie LŽK
- 1997 - začátky LŽK inspirované památníkem pana Rendeka, kterým se inspirovali Ján Dalák, Ing. Ivan Růžek a Róbert Růžek [1]
- 1998 - získání čtyř třímetrových kolejnic od pana Ing. Zemana ze Smolenic
- 1999 - prodloužení koleje položením oblouku
- 2000 – 2002 - prodloužení trati o 20 m, čímž vznikl železniční přejezd
- 2002 - vybudování železničního mostu zachráněného ze Smolenické drážky
- 2003 - položení první výhybky
- 2004 - zakoupení nepojízdné důlní lokomotivy BND-30 z dolu Dolina
- 2005 - prodloužení trati o úsek odbočky do mašinhausu a osazení druhé výhybky
- 2006 – 2007 - dokončení opravy lokomotivy, svépomocná generálka motoru a údržba karoserie
- 2007 - založení Sdružení na záchranu lesních železnic Slovenska za účelem získávání financí a dostat se do povědomí veřejnosti
- 2008 - získání 3 plošinových vagónů, objev nákladního vagónu a jeho renovace v listopadu
- 2008 - převezení lokomotivy a její posazení na kolejiště a zahájení zkušebního provozu
- 2010 - začátek výstavby nového depa
- 2013 - nové depo je dokončeno a délka kolejnic je 200 m
- plánované zprovoznění tratě v celkové délce 1,2 km

## Historie Malokarpatských lesních železnic
- 1880 – 1883 výstavba chemického závodu u obce Horné Orešany v údolí Majdanu hrabětem Josefem Pálffym. Surovinou v ní bylo dřevo z přilehlých lesů Malých Karpat. Na jeho svoz byla stavěna úzkokolejná železnice s rozchodem 760 mm s animální - koňskou trakcí. Byla stavěna tak, aby doprava naložených vagónů byla zajišťována samospádem a setrvačností do protisvahu a prázdné vagóny do místa těžby dopravovali koně. V prudkých svazích bylo třeba brzdit a protisvahy překonávaly vagóny setrvačností. Nedostatky setrvačnosti v dolinách se ujal odstranit dělník Tomáš Štibraný (zemřel 1932). [2] Tento systém měl celkem přes 40 km tratí a zanikl po druhé světové válce. Kromě malých dočasných tratí měla tyto hlavní úseky:
  - od závodu k Horní Parine, přes Starú Bohatú a Nové Domy k vrchu Klokoč (14 km), s odbočkou u hájovny Stará Bohatá na Prehyb, přes Dlhý vrch, Polomy a Mesačnú k hájovně Kolovrátok končící na rozhraní katastru obcí Doľany a Sološnica (8 km)
  - z Majdánu na Uhlište, Polámané, pod Veterlín a až pod Záruby (14 km), s odbočkami do doliny Kamenné mlieko, do Vydatej (5 km) a do doliny Zabité.
  - (údajně) dvě odbočky ze závodu na Rybnikárku a na pilu s délkou asi 6 km
- 1897 a 1898 vybudování a otevření železnice Trnava - Kúty umožnilo rozvoj výroby a dopravu výrobků ke spotřebitelům, což vyvolalo výstavbu úzkorozchodné železnice s rozchodem 600 mm, využívající k tažení vagónů lokomotivy.
- 1899 je postavena trať z továrny na nádraží v délce 10 km, s výhybnou Drušplac u Smolenic
- 1901 – 1903 je trať prodloužená až do obce Dobrá Voda v délce 22 km k nově vybudovanému závodu se stejnou výrobou. Trať měla tři výhybny: Švajčiarka u Naháče, Katarínka a Planinka.
- 1917 stavba pokračování tratě ze závodu v Majdánu přes Dolnú Parinu a Poraj v katastru Horních Orešian, která byla dokončena v roce 1920. Postavené byli i tratě z Dobré Vody do Široké, Lukačkového jarkuy a Mlyna.
- během německého řízení fabriky v době II. světové války byla trať prodloužena na Huty a Kolovrátok.
- 1960 – 1961 probíhá likvidace železnice. V té době byla délka tratě úzkokolejky spolu s kolejemi v závodě, skladech a výhybnách kolem 70 km.

## Strojní park
Podle většiny zdrojů měl strojní park úzkorozchodné železnice 6 parních a 5 dieselových lokomotiv, 2 drezíny, 2 osobní a 140 nákladních vozů. 
- parní lokomotivy Goliath a Luďko byly čtyřnápravové
- parní lokomotivy Republika, Pavlína, Lucia a Mena byly třínápravové

Parní lokomotiva Republika stála do roku 1988 jako pomník dráhy v bývalém chemickém závodě na prostranství před závodním klubem. Pak se nacházela na Štiavničce u Podbrezové při Hronci jako exponát muzea ČHŽ, v roce 1999 byla odprodána soukromé osobě a nacházela se v roce 2005 na soukromém pozemku v Mariance  a v roce 2007 ji Klub ochrany technických památek navrhl na prohlášení za NKP. 
- Technické údaje parní lokomotivy Republika, jediné známé dochované lokomotivy z technického parku MLŽ
  - Výrobce: Bretfield a Daněk
  - Typ: RIIIc / 600 mm
  - Uspořádání: Cn2t (? CT6)
  - Rok výroby: 1919
  - Výrobní číslo: 166
  - Rozchod: 600 mm
  - Výkon: 40 kW
  - Služební hmotnost lokomotivy: 10 t
  - Popis: třínápravová úzkorozchodná lokomotiva tendrovka, venkovní rozvod Heusinger

- Strojní park LŽK
  - Danka důlní dieselová lokomotiva BND 30, vyrobená roku 1973 v Hliníku nad Hronom [6], získaná z Bane Dolina ve Velkém Krtíši
  - 3 nákladní vozy
  - 1 osobní vůz